# Socha svatého Jana Nepomuckého (Zájezdec)
Barokní pískovcová socha svatého Jana Nepomuckého od neznámého autora je od roku 1745 umístěna na travnatém plácku za kaplí svatého Jana Nepomuckého na křižovatce silnic v centru obce Zájezdec v okrese Chrudim. Pískovcová socha je od 12. srpna 1991 chráněna jako nemovitá kulturní památka ČR.

## Historie
Pískovcová socha svatého Jana Nepomuckého od neznámého autora se od roku 1745 nalézala na křižovatce v obci Zájezdec. Na původní podstavec sochy byla vzhledem k rozsáhlému poškození původní sochy světce v roce 2009 umístěna novodobá kopie sochy světce a její poškozený originál byl přemístěn do výklenku v budově Obecního úřadu čp. 38 v Zájezdci.

## Popis
Na nízkém pískovcovém schodě stojí nízký, hranolový, nahoře třikrát profilováním okosený podstavec. Na podstavci stojí užší pilíř po stranách nahoře ozdobený akantovým reliéfem. Pilíř je zakončen nahoře profilovanou římsou. Na hladké zadní straně je vytesán nápis: „ORODUJ SVATÝ JENE ZA LID SVUJ“. Vystouplá přední strana pilíře je ozdobena rámečkem s okosenými rohy, ve kterém je umístěn nezřetelný reliéf.
Na římse pilíře stojí od roku 2009 novodobá kopie sochy svatého Jana Nepomuckého v tradičním postoji oděného do řasnatého roucha a pláště. Světec s vousatou tváří a biretem na hlavě drží v obou rukách krucifix. Kolem hlavy má světec svatozář z pěti zlacených šesticípých hvězd. 